# 兰屿链珠藤
兰屿链珠藤（学名：Alyxia insularis）是夹竹桃科念珠藤属的植物，是台灣的特有植物。分布于台灣本島。